# کاوکا شیشیدو
کاوکا شیشیدو (انگلیسی: Kavka Shishido؛ زادهٔ ۲۳ ژوئن ۱۹۸۵) خواننده-ترانه‌پرداز، طبل‌زن، سخنگو، مجری رادیو، سلبریتی، بازیگر اهل ژاپن است. وی از سال ۲۰۰۴ میلادی تاکنون مشغول فعالیت بوده‌است.